# Живоцки-Фаркаш, Дьёрдьи
Дьёрдьи Живоцки-Фаркаш (венг. Zsivoczky-Farkas Györgyi; род. 13 февраля 1985, Будапешт, Венгрия) — венгерская легкоатлетка, специализирующаяся в многоборье. Бронзовый призёр чемпионата Европы 2017 года в помещении в пятиборье. Бронзовый призёр летней Универсиады (2013). Многократная чемпионка Венгрии. Участница летних Олимпийских игр 2008, 2012 и 2016 годов.

## Биография
Впервые попала на пьедестал национального чемпионата в 15 лет, когда стала бронзовым призёром зимнего первенства в пятиборье. Участвовала в чемпионатах мира среди юниоров 2002 и 2004 годов, но выше седьмого места подняться не смогла.
В 2008 году впервые стала чемпионкой Венгрии и выполнила норматив для участия в Олимпийских играх. В Пекине набрала сумму 5760 очков, с которой заняла 28-е место.
Рубеж в 6000 очков преодолела в 2011 году, когда на соревнованиях в Брессаноне показала результат 6068 очков.
Участвовала в Олимпийских играх в Лондоне, где финишировала на 21-м месте.
Благодаря личному рекорду завоевала бронзовую медаль летней Универсиады 2013 года.
На чемпионате мира — 2015 с лучшим результатом в карьере (6389 очков) стала шестой. Через год смогла войти в десятку лучших и на третьих в карьере Олимпийских играх, вновь установив личный рекорд (6442).
Выиграла бронзовую медаль чемпионата Европы в помещении 2017 года в пятиборье.
Замужем за венгерским десятиборцем Аттилой Живоцки, которые также является её тренером.

## Личные рекорды в отдельных видах семиборья
| Дисциплина        | Результат | Год  |
| ----------------- | --------- | ---- |
| 100 м с барьерами | 13,79     | 2016 |
| Прыжок в высоту   | 1,87 м    | 2016 |
| Толкание ядра     | 14,95 м   | 2017 |
| 200 м             | 25,21     | 2015 |
| Прыжок в длину    | 6,38 м    | 2017 |
| Метание копья     | 50,73 м   | 2014 |
| 800 м             | 2.11,76   | 2016 |

## Основные результаты
| Год  | Турнир                          | Место проведения         | Дисциплина | Место | Результат |
| ---- | ------------------------------- | ------------------------ | ---------- | ----- | --------- |
| 2001 | Чемпионат мира среди юношей     | Дебрецен, Венгрия        | семиборье  | 7-е   | 5082      |
| 2002 | Чемпионат мира среди юниоров    | Кингстон, Ямайка         | семиборье  | 10-е  | 5199      |
| 2004 | Чемпионат мира среди юниоров    | Гроссето, Италия         | семиборье  | 7-е   | 5550      |
| 2005 | Чемпионат Европы среди молодёжи | Эрфурт, Германия         | семиборье  | 16-е  | 5280      |
| 2008 | Олимпийские игры                | Пекин, Китай             | семиборье  | 28-е  | 5760      |
| 2011 | Чемпионат мира                  | Тэгу, Южная Корея        | семиборье  | 24-е  | 5784      |
| 2012 | Чемпионат Европы                | Хельсинки, Финляндия     | семиборье  | 13-е  | 5874      |
| 2012 | Олимпийские игры                | Лондон, Великобритания   | семиборье  | 21-е  | 6013      |
| 2013 | Универсиада                     | Казань, Россия           | семиборье  | 3-е   | 6269      |
| 2013 | Чемпионат мира                  | Москва, Россия           | семиборье  | 15-е  | 6067      |
| 2014 | Чемпионат Европы                | Цюрих, Швейцария         | семиборье  | 10-е  | 6151      |
| 2015 | Чемпионат Европы в помещении    | Прага, Чехия             | пятиборье  | 6-е   | 4564      |
| 2015 | Чемпионат мира                  | Пекин, Китай             | семиборье  | 6-е   | 6389      |
| 2016 | Чемпионат мира в помещении      | Портленд, США            | пятиборье  | 5-е   | 4656      |
| 2016 | Чемпионат Европы                | Амстердам, Нидерланды    | семиборье  | 5-е   | 6144      |
| 2016 | Олимпийские игры                | Рио-де-Жанейро, Бразилия | семиборье  | 8-е   | 6442      |
| 2017 | Чемпионат Европы в помещении    | Белград, Сербия          | пятиборье  | 3-е   | 4723      |